# Droits de l'homme en Libye
Les droits de l'homme en Libye sont le bilan des droits de l'homme respectés et violés à différentes étapes de l'histoire de la Libye. Le royaume de Libye, de 1951 à 1969, est fortement influencé et éduqué par les sociétés britanniques et YRK. Sous le roi, la Libye dispose d'une constitution (en). Le royaume est cependant marqué par un régime féodal, où la Libye a un faible taux d'alphabétisation de 10 %, une faible espérance de vie de 57 ans, et 40 % de la population vit dans des bidonvilles, des tentes ou des grottes. L'analphabétisme et l'itinérance sont des problèmes chroniques à cette époque, lorsque des cabanes en fer parsèment de nombreux centres urbains du pays.
De 1969 à 2011, l'histoire de la Libye est marquée par la Jamahiriya arabe libyenne (où jamahiriya signifie « État des masses »), un système politique de « démocratie directe » établi par Mouammar Kadhafi, qui démissionne théoriquement du pouvoir en 1977, mais reste un « Brother Leader » non officiel jusqu'en 2011. Sous la Jamahiriya, la Libye maintient une qualité de vie relativement élevée en raison de sa richesse pétrolière nationalisée et de sa petite population, associées à des politiques gouvernementales qui réparent les injustices sociales de l'ère Senussi. Le taux d'alphabétisation du pays passe à 90% et des systèmes de protection sociale sont introduits pour permettre l'accès à une éducation gratuite, des soins de santé (en) gratuits et une aide financière au logement. En 2008, le Congrès général du peuple proclame la Grande Charte verte des droits de l'homme de l'ère jamahiriyenne. La grande rivière artificielle est également construite pour permettre un accès gratuit à l'eau douce dans de grandes parties du pays. De plus, l'analphabétisme et le sans-abrisme ont été « presque éliminés » et un soutien financier est fourni pour les bourses universitaires et les programmes d'emploi, tandis que la nation dans son ensemble reste sans dette. En conséquence, l'indice de développement humain de la Libye en 2010 est le plus élevé d'Afrique et supérieur à celui de l'Arabie saoudite.
Tout au long du règne de Kadhafi, les organisations non gouvernementales internationales qualifient régulièrement la situation des droits de l'homme en Libye de mauvaise, citant des abus systématiques tels que la répression politique, les restrictions des libertés politiques et des libertés civiles et l'emprisonnement arbitraire ; le rapport annuel Freedom in the World de Freedom House lui attribue systématiquement la note « Pas libre » et attribue à la Libye sa note la plus basse possible de « 7 » dans ses évaluations des libertés civiles et des libertés politiques de 1989 à 2010. Kadhafi s'est également vanté publiquement d'avoir envoyé des commandos pour assassiner des dissidents en exil, et les médias d'État libyens ont ouvertement annoncé des primes sur la tête des opposants politiques. Le régime de Kadhafi est également accusé du massacre de la prison d'Abu Salim en 1996. En 2010, Amnesty International publie un rapport critique sur la Libye, soulevant des inquiétudes au sujet de cas de disparitions forcées et d'autres violations des droits humains qui n'avaient toujours pas été résolus, et du fait que les membres de l'Agence de sécurité intérieure impliqués dans ces violations continuaient d'opérer en toute impunité. En janvier 2011, le Conseil des droits de l'homme des Nations unies publie un rapport analysant le bilan de la Jamahiriya arabe libyenne en matière de droits de l'homme avec la contribution des pays membres, dont la plupart (y compris de nombreux pays européens et la plupart des pays asiatiques, africains et sud-américains) saluent généralement les efforts progressistes du pays. dans le domaine des droits de l'homme, bien que certains (en particulier l'Australie, la France, Israël, la Suisse et les États-Unis) s'inquiétent des violations des droits de l'homme concernant des cas de disparition et de torture, et des restrictions à la liberté de la presse et de la liberté d'association ; La Libye accepte d'enquêter sur les cas de disparition et de torture, et d'abroger toute loi criminalisant l'expression politique ou restreignant une presse indépendante libre, et affirme qu'elle a un système judiciaire indépendant.

## La Libye sous Kadhafi

### Comités révolutionnaires
Au début des années 1970, Kadhafi crée les Comités révolutionnaires (en) comme canaux de sensibilisation politique, dans le but d'une participation politique directe de tous les Libyens. En 1979, cependant, certains de ces comités finissent par devenir des exécuteurs autoproclamés, parfois zélés, de l'orthodoxie révolutionnaire. Au début des années 1980, ces comités ont un pouvoir considérable et deviennent une source croissante de tension au sein de la Jamahiriya, au point que Kadhafi critique parfois leur efficacité et leur répression excessive, jusqu'à ce que le pouvoir des Comités révolutionnaires soit finalement restreint à la fin des années 1980.
Les Comités révolutionnaires ont ressemblé à des systèmes similaires dans les pays totalitaires ; selon certaines informations, 10 à 20 % des Libyens travaillaient dans la surveillance pour ces comités, la surveillance s'exerçant au sein du gouvernement, dans les usines et dans le secteur de l'éducation. Ils ont également affiché des primes pour le meurtre de critiques libyens accusés de trahison à l'étranger,. Des militants de l'opposition sont parfois exécutés en public et les exécutions sont retransmises sur les chaînes de télévision publiques,.
En 1988, Kadhafi critique les mesures excessives prises par les Conseils révolutionnaires, déclarant qu'« ils ont dévié, blessé, torturé » et que « le vrai révolutionnaire ne pratique pas la répression ». Cette même année, la Jamahiriya arabe libyenne publie la Grande Charte verte des droits de l'homme, dans laquelle l'article 5 établit des lois qui permettent une plus grande liberté d'expression. L'article 8 du Code de la promotion de la liberté stipule que « chaque citoyen a le droit d'exprimer ouvertement ses opinions et ses idées dans les congrès populaires et dans tous les médias ». Un certain nombre de restrictions sont également imposées au pouvoir des comités révolutionnaires, entraînant une résurgence de la popularité de l'État libyen au début des années 1990. En 2004, cependant, la Libye affiche une prime d'un million de dollars pour le journaliste Ashur Shamis, sous l'allégation selon laquelle il serait lié à Al-Qaïda et au suspect terroriste Abou Qatada.

### Langues étrangères et travailleurs migrants
Jusqu'en 1998, les langues étrangères ne font pas partie du programme scolaire. Un manifestant en 2011 décrit la situation comme suit : « Aucun d'entre nous ne parle anglais ou français. Il nous a gardés ignorants et les yeux bandés ». Le Département d'État américain affirmé que les minorités ethniques, fondamentalistes islamiques et tribales souffrent de discrimination et que l'État continue de restreindre les droits du travail des travailleurs étrangers. En 1998, le Comité pour l'élimination de la discrimination raciale se déclare préoccupé par les allégations d'« actes de discrimination à l'encontre des travailleurs migrants en raison de leur origine nationale ou ethnique ». Le Conseil des droits de l'homme des Nations unies s'est également déclaré préoccupé par ces allégations en 2010. Human Rights Watch en septembre 2006 documente comment les travailleurs migrants et d'autres étrangers sont soumis à des violations des droits de l'homme, qui ont considérablement augmenté contre les Africains noirs sous le Conseil national de transition après la guerre civile libyenne.

### Critique des allégations
La Jamahiriya arabe libyenne a rejeté les allégations portées contre le pays. Elle a souligné que son pays était fondé sur une démocratie populaire directe qui garantissait l'exercice direct de l'autorité par tous les citoyens par l'intermédiaire des congrès populaires. Les citoyens ont pu exprimer les opinions des congrès sur des questions politiques, économiques, sociales et culturelles. En outre, il existait des plates-formes d'information telles que des journaux et des chaînes de télévision permettant aux citoyens d'exprimer leurs opinions. Les autorités libyennes ont également fait valoir que personne en Jamahiriya arabe libyenne ne souffrait de l'extrême pauvreté et de la faim, et que le gouvernement garantissait un minimum de nourriture et de besoins essentiels aux personnes à faibles revenus. En 2006, une initiative a été adoptée pour fournir aux personnes à faibles revenus des portefeuilles d'investissement d'un montant de 30 000 dollars à déposer dans des banques et des entreprises.

### Procès du VIH
Le procès du VIH en Libye (ou affaire des infirmières bulgares) concerne les procès, les appels et la libération éventuelle de six travailleuses médicales étrangères accusées d'avoir conspiré pour infecter délibérément plus de 400 enfants avec du sang contaminé par le VIH en 1998, provoquant une épidémie à l'hôpital pour enfants El-Fatih à Benghazi. Le 6 mai 2004, un tribunal libyen condamne à mort les travailleuses. Elles sont finalement renvoyées en détention bulgare en 2007, puis graciées. Le gouvernement libyen a déposé des plaintes à ce sujet auprès de la Ligue arabe avant le renversement du gouvernement en 2011.

### Massacre de la prison d'Abou Salim
En 2006, Amnesty International appelle à une enquête indépendante sur les décès non confirmés survenus dans la prison à sécurité maximale d'Abu Salim lors de l'émeute de 1996. En 2009, Human Rights Watch estime que 1 270 prisonniers ont été tués,. Cependant, Human Rights Watch déclare qu'elle n'a pas été en mesure de vérifier ces allégations de manière indépendante. Les allégations citées par Human Rights Watch sont basées sur le témoignage d'un seul ancien détenu, Hussein Al Shafa'i, qui a déclaré qu'il n'avait pas été témoin de la mort d'un prisonnier : « Je n'ai pas pu voir les prisonniers morts qui ont été abattus… ».
Le chiffre de 1 200 tués a été obtenu par Al Shafa'i qui aurait calculé le nombre de repas qu'il préparait lorsqu'il travaillait dans la cuisine de la prison. Dans le même temps, Al Shafa'i a déclaré : « Les gardiens de la prison m'ont demandé de laver les montres prélevées sur les corps des prisonniers décédés… ». Al Shafa'i vit aux États-Unis, où il a demandé l'asile, Hussein al-Shafa'i a déclaré être entré à Abu Salim de 1988 à 2000 sous des accusations politiques.
Le gouvernement libyen rejette les allégations concernant Abu Salim. En mai 2005, le chef de l'Agence de sécurité intérieure de la Grande Jamahiriya arabe libyenne populaire et socialiste déclare à Human Rights Watch que les prisonniers ont capturé des gardiens et volé des armes dans la cache de la prison. Les prisonniers et les gardiens sont morts alors que le personnel de sécurité tentait de rétablir l'ordre, et le gouvernement a ouvert une enquête sur ordre du ministre de la Justice. Le responsable libyen déclare que plus de 400 prisonniers se sont échappés d'Abu Salim lors de quatre évasions distinctes avant et après l'incident : en juillet 1995, en décembre 1995, en juin 1996 et en juillet 2001. Parmi les évadés se trouvent des hommes qui ont ensuite combattu avec des groupes militants islamistes en Afghanistan, en Iran et en Irak.
En 2009, le gouvernement libyen déclare que les meurtres ont eu lieu au milieu d'une confrontation entre le gouvernement et les rebelles du Groupe islamique combattant en Libye, et que quelque 200 gardes ont également été tués. En août 2009, plusieurs sont amnistiés par le gouvernement. Parmi les personnes libérées figuraient 45 membres du Groupe islamique combattant libyen (LIFG), dont la plupart étaient en prison depuis le milieu des années 1990 après avoir été condamnés lors de procès inéquitables pour avoir tenté de renverser le chef de la jamahiriya de l'époque, Mouammar Kadhafi. Les libérations sont intervenues après que le groupe a renoncé à la violence en août 2009. Les autorités de la prison d'Abu Salim ont également libéré 43 « membres d'autres groupes djihadistes », selon un communiqué de presse.
En janvier 2011, la Jamahiriya arabe libyenne confirme qu'elle mèn une enquête sur l'incident avec des enquêteurs internationaux.
Les insurgés libyens affirment que 1 270 personnes ont été enterrées dans une supposée fosse commune qu'ils ont découverte. Cependant, les enquêteurs de CNN et d'autres organisations n'ont trouvé que ce qui semblait être des os d'animaux sur le site.

### Torture
En janvier 2011, la Jamahiriya arabe libyenne déclare que la pratique de la torture et des mauvais traitements est interdite par l'article 434 du code pénal, qui stipule que les fonctionnaires qui ont ordonné la torture d'une personne ou qui ont commis un acte de torture sont condamnés à une peine de 3 à 10 ans d'emprisonnement. Kadhafi condamne ouvertement l'utilisation de la torture, en tant que critique contre plusieurs comités révolutionnaires qui ont toléré l'utilisation de la torture.
Les forces de sécurité libyennes auraient eu recours à la torture pour punir les rebelles après la rébellion qui a frappé le nord-ouest de la Libye pendant la guerre civile. La torture est utilisée par les forces rebelles (en), qui ont établi des centres de détention non officiels équipés de dispositifs de torture tels que des cordes, des bâtons et des tuyaux en caoutchouc. Les rebelles ont recours à la torture contre de nombreux partisans présumés de Kadhafi, ciblant en particulier les Africains noirs.

## Guerre civile
Divers États et organismes supranationaux condamnent l'utilisation de militaires et de mercenaires contre des civils libyens pendant la guerre civile libyenne, une allégation que Saïf al-Islam Kadhafi nie.
Après une réunion d'urgence le 22 février, la Ligue arabe suspend la participation de la Libye aux réunions du conseil et Moussa publie une déclaration condamnant les « crimes contre les protestations et manifestations populaires pacifiques en cours dans plusieurs villes libyennes »,. La Libye est suspendue du Conseil des droits de l'homme de l'ONU par la résolution 65/265 de l'Assemblée générale des Nations unies (en), qui est adoptée par consensus et cite l'utilisation de la violence par le gouvernement Kadhafi contre les manifestants. Un certain nombre de gouvernements, dont la Grande-Bretagne, le Canada, la Suisse, les États-Unis, l'Allemagne et l'Australie prennent des mesures pour geler les avoirs de Kadhafi et de ses associés. Cette décision est critiquée comme faisant deux poids deux mesures, car de nombreuses violations similaires des droits de l'homme à Bahreïn, au Yémen ou ailleurs n'ont donné lieu à aucune action.
Luis Moreno Ocampo, procureur en chef de la Cour pénale internationale, estime qu'entre 500 et 700 personnes ont été tuées par les forces de sécurité de Kadhafi en février 2011, avant même que les rebelles ne prennent les armes. « Tirer sur les manifestants est systématique », déclare Moreno-Ocampo, évoquant la réponse du gouvernement libyen aux premières manifestations pro-démocratie.
Moreno-Ocampo déclare en outre que pendant la guerre civile en cours, « des crimes de guerre sont apparemment commis en tant que politique » par les forces fidèles à Kadhafi. Ceci est également confirmé par les affirmations de Human Rights Watch, selon lesquelles dix manifestants, qui avaient déjà accepté de déposer les armes, ont été exécutés par un groupe paramilitaire gouvernemental à Bani Walid en mai.
Le 26 février 2011, le Conseil de sécurité des Nations unies vote à l'unanimité une résolution visant à imposer des sanctions strictes, y compris des interdictions de voyager ciblées, contre le gouvernement de Kadhafi, ainsi qu'à renvoyer Kadhafi et d'autres membres de son régime devant la Cour pénale internationale pour enquête sur les allégations. de brutalités contre des civils, qui pourraient constituer des crimes contre l'humanité en violation du droit international. De nombreux rapports font état d'une violation de ces sanctions en cas de soutien aux forces du gouvernement libyen.
Les forces rebelles sont critiquées pour un certain nombre de violations des droits de l'homme, notamment le bombardement aveugle de villes très peuplées, la torture et le meurtre de prisonniers de guerre et les lynchages racistes de Noirs,.
En juin 2011, une enquête détaillée menée par Amnesty International affirme que de nombreuses allégations contre Kadhafi et l'État libyen se sont révélées fausses ou dépourvues de preuves crédibles, notant que les rebelles semblent parfois avoir sciemment formulé de fausses allégations ou fabriqué des preuves. Selon l'enquête d'Amnesty, le nombre de victimes est largement exagéré, certains manifestants étant peut-être armés, « il n'y a aucune preuve de massacres de civils à l'échelle de la Syrie ou du Yémen », et rien ne prouve que des avions ou des mitrailleuses antiaériennes lourdes aient été utilisés contre les foules. Le rapport met également en doute les affirmations des médias occidentaux selon lesquelles le mouvement de protestation était « entièrement pacifique » et « ne posait aucun problème de sécurité ».
Cependant, dans un rapport ultérieur d'Amnesty International, il est constaté que « les forces de Kadhafi ont commis de graves violations du droit international humanitaire (DIH), y compris des crimes de guerre, et des violations flagrantes des droits de l'homme, qui laissent présager la commission de crimes contre l'humanité. Elles ont délibérément tué et blessé des dizaines de manifestants non armés, soumis des opposants et des détracteurs présumés à des disparitions forcées, à la torture et à d'autres mauvais traitements, et détenu arbitrairement des dizaines de civils. Ils ont lancé des attaques aveugles et des attaques visant des civils dans le cadre de leurs efforts pour reprendre le contrôle de Misratah et du territoire à l'est. Ils ont lancé des tirs d'artillerie, de mortier et de roquettes contre des zones résidentielles. Ils ont utilisé des armes intrinsèquement aveugles telles que des mines terrestres antipersonnel et des bombes à fragmentation, y compris dans des zones résidentielles ».
En juillet 2011, Saif al-Islam Kadhafi donne une interview à Russia Today, où il nie les allégations de la CPI selon lesquelles lui ou son père Mouammar Kadhafi ont ordonné le meurtre de manifestants civils. Il souligne qu'il n'était pas membre du gouvernement ou de l'armée et qu'il n'avait donc pas le pouvoir de donner de tels ordres. Selon Saif, il a passé des appels enregistrés au général Abdul Fatah Younis, qui a ensuite fait défection vers les forces rebelles, afin de demander de ne pas utiliser la force contre les manifestants, ce à quoi Fatah a répondu qu'ils attaquaient un site militaire, où des gardes surpris ont tiré en auto défense.
En août 2011, Physicians for Human Rights publie un rapport documentant de graves violations des droits humains et des preuves de crimes de guerre et de possibles crimes contre l'humanité à Misrata. En décembre 2011, PHR publie un autre rapport documentant des preuves d'un massacre dans un entrepôt à Tripoli dans lequel des soldats de la 32e brigade de Khamis Kadhafi ont illégalement détenu, violé, torturé et exécuté au moins 53 détenus. L'enquête médico-légale de PHR et le rapport qui en résulte fournissent le premier récit complet du massacre de la 32e brigade ainsi que les preuves médico-légales nécessaires pour garantir la responsabilité des crimes conformément aux normes juridiques internationales.
En janvier 2012, des groupes indépendants de défense des droits humains publient un rapport décrivant les violations des droits humains commises par toutes les parties, y compris l'OTAN, les forces anti-Kadhafi et les forces pro-Kadhafi. Le même rapport accuse également l'OTAN de crimes de guerre. Pendant et après la guerre, le Conseil national de transition met en place une nouvelle loi 37, restreignant la liberté d'expression, où tout éloge de la glorification de Kadhafi ou du gouvernement précédent est passible d'une peine d'emprisonnement, avec des peines allant de trois à quinze ans. La loi est finalement abrogée en juin 2012.
Selon le rapport annuel 2016 de Human Rights Watch, les journalistes sont toujours la cible des groupes armés en Libye. L'une des victimes était Muftah Al-Qatrani, qui travaillait pour une société de production médiatique. Il a été tué à Benghazi en avril 2015. Par ailleurs, le sort de deux journalistes tunisiens, Sofiane Chourabi et Nadhir Ktari, est toujours inconnu depuis septembre 2014. Plus tard, en avril 2015, des groupes affiliés à l'État islamique ont revendiqué la responsabilité de les avoir tués. En novembre 2015, l'ONG Reporters sans frontières (RSF) a affirmé que des journalistes en Libye avaient été la cible de 31 incidents en 2015. L'organisation a ajouté que la Libye occupe un rang très bas dans l'indice 2015 de la liberté de la presse, car elle occupe le 154e rang sur 180 pays.
Le 21 septembre 2020, le Conseil de l'Union européenne imposé des sanctions à trois entreprises et deux personnes, responsables d'atteintes aux droits humains en Libye et violant l'embargo sur les armes imposé par l'ONU. Les sanctions consistent en un gel des avoirs et une interdiction de voyager pour les personnes, et un gel des avoirs pour les entreprises.
Le 25 juillet 2022, Martha Ama Akyaa Pobee, sous-secrétaire générale des Nations unies pour les affaires politiques et les opérations de paix, déclare que la situation générale en Libye reste « très volatile », tandis que les affrontements dans et autour de Tripoli se sont multipliés. Des Libyens frustrés ont manifesté contre l'absence de progrès en matière d'élections et la médiocrité des services publics, prolongeant les tensions et alimentant l'insécurité.

## Droits des femmes
Comme dans de nombreuses révolutions modernes, les femmes ont joué un rôle majeur dans la révolution libyenne de 2011. Après la révolution, les groupes de défense des droits de l'homme se sont inquiétés des tentatives de mise à l'écart des femmes dans l'environnement politique et économique de la Libye, ainsi que de l'absence de protections solides des droits des femmes dans la nouvelle constitution.
Les opposants au GNC affirment qu'il soutenait les actions islamistes contre les femmes. Sadiq Ghariani (en), le grand mufti de Libye, est perçu comme étant étroitement lié aux partis islamistes. Il a émis des fatwas ordonnant aux musulmans d'obéir au GNC, et des fatwas ordonnant aux musulmans de lutter contre les forces de Haftar.
Plus tard en 2013, l'avocate Hamida al-Hadi al-Asfar, défenseure des droits des femmes, est enlevée, torturée et tuée. Il est allégué qu'elle est ciblée pour avoir critiqué la déclaration du Grand Mufti. Aucune arrestation n'est effectuée.
En juin 2013, deux hommes politiques, Ali Tekbali et Fathi Sager, comparaissent devant le tribunal pour « insulte à l'islam » pour avoir publié une caricature faisant la promotion des droits des femmes. En vertu de la charia, ils risquent d'être condamnés à mort. L'affaire suscite de vives inquiétudes bien qu'ils soient finalement acquittés en mars 2014. Le GNC a cédé à la pression pour organiser de nouvelles élections, votant 124 sur 133 en faveur d'une nouvelle loi électorale le 30 mars 2014. Lors des élections du 25 juin 2014, Ali Tekbali est élu à la nouvelle Chambre des représentants au siège de Tripoli Central, avec 4 777 voix. Sur 200 sièges, l'article 16 des lois électorales réservait 30 sièges aux femmes.

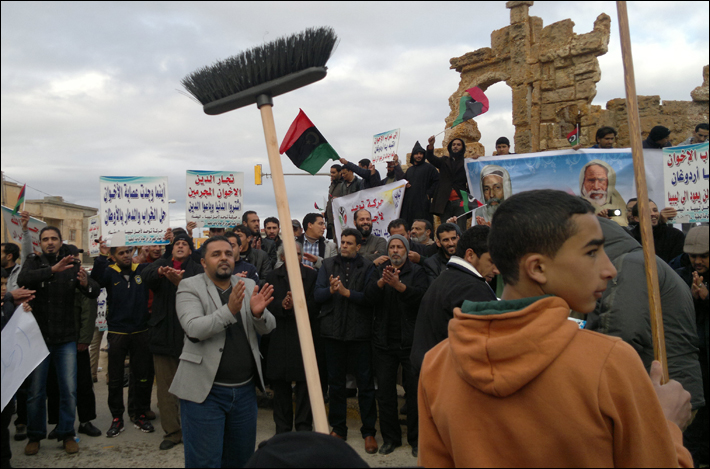
Les manifestants organisent une grande manifestation à Shahat contre le plan d'extension du mandat du GNC.

Pendant la présidence de Nouri Abusahmain du GNC et à la suite de la décision du GNC d'appliquer la charia en décembre 2013, la ségrégation sexuelle et le hijab obligatoire ont été imposés dans les universités libyennes à partir du début de 2014, provoquant de vives critiques de la part des groupes de défense des droits des femmes.
Le 15 juillet 2020, Amnesty International exhorte l'armée nationale libyenne à révéler où se trouve Siham Sergiwa, une femme politique libyenne et défenseuse des droits des femmes qui a été violemment enlevée à son domicile il y a un an.

## Violation des droits des migrants par les garde-côtes libyens
Selon les chiffres du HCR, en mars 2019, 879 personnes ont été secourues en mer par les garde-côtes libyens lors de dix opérations en 2019. Environ 6 000 migrants et demandeurs d'asile sont détenus dans des centres de détention de migrants en Libye. Plus de 3 000 d'entre eux risquent d'être impliqués dans la lutte pour Tripoli.
Selon le rapport publié par Amnesty International, au cours des six premiers mois de l'année 2021, les migrants détenus dans les camps de rétention libyens ont été victimes de violations persistantes des droits humains. Diana Eltahawy, directrice d'Amnesty pour le Moyen-Orient et l'Afrique du Nord, a été citée comme ayant déclaré : « Le rapport met également en évidence la complicité persistante des États européens qui ont honteusement continué à permettre et à aider les garde-côtes libyens à capturer des personnes en mer et à les renvoyer de force dans l'enfer de la détention en Libye, bien qu'ils sachent parfaitement les horreurs qu'ils vont endurer ».
Le 11 octobre 2022, les droits de l'homme de l'ONU signalent que les migrants en Libye étaient souvent contraints d'accepter un « retour assisté » dans leur pays d'origine dans des conditions qui ne respectent pas nécessairement les lois et les normes internationales en matière de droits de l'homme. En outre, le rapport constate que de nombreux migrants ont été renvoyés dans les mêmes conditions structurelles et facteurs défavorables qui les ont contraints à se déplacer, ce qui les a placés dans des situations précaires et vulnérables à leur retour. Il est peu probable que ces retours soient viables du point de vue des droits de l'homme.

## Situation historique

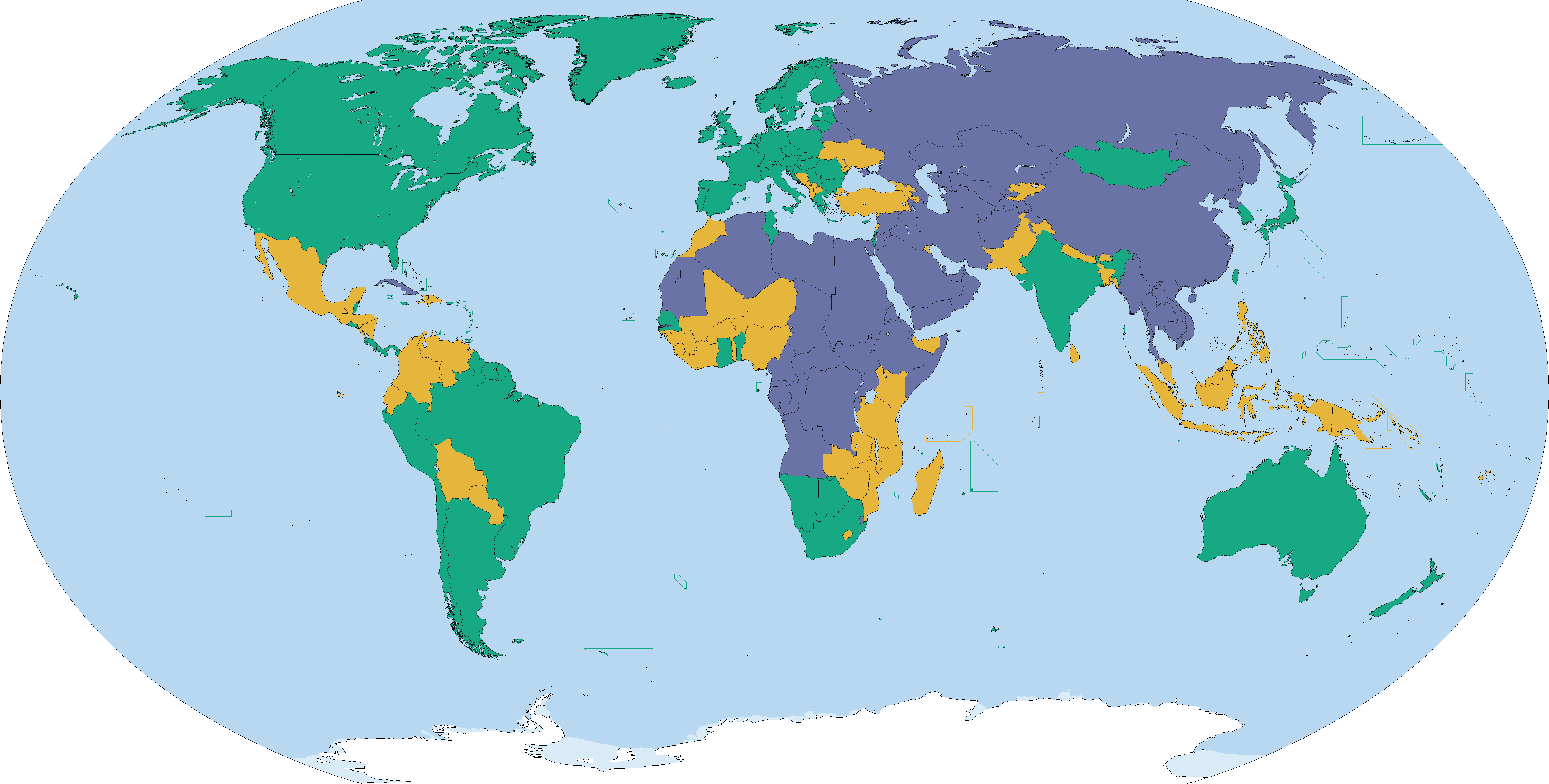
Classement des pays de l'enquête Freedom in the World 2016 de Freedom House, concernant l'état de la liberté dans le monde en 2015.
Libre (86)
Partiellement libre (59)
Non libre (50)

Le tableau suivant montre les notes de la Libye depuis 1972 dans les rapports Freedom in the World, publiés chaque année par la Freedom House, financée par le gouvernement américain. Une note de 1 correspond à « libre » ; 7 à « non libre ».
| Historique des évaluations | Historique des évaluations | Historique des évaluations | Historique des évaluations | Historique des évaluations  |
| Année                      | Droits civiques            | Libertés publiques         | Statut                     | Chef de l'état              |
| -------------------------- | -------------------------- | -------------------------- | -------------------------- | --------------------------- |
| 1972                       | 7                          | 6                          | Non libre                  | Mouammar Kadhafi            |
| 1973                       | 7                          | 7                          | Non libre                  | Muammar Kadhafi             |
| 1974                       | 7                          | 7                          | Non libre                  | Muammar Kadhafi             |
| 1975                       | 7                          | 6                          | Non libre                  | Muammar Kadhafi             |
| 1976                       | 7                          | 6                          | Non libre                  | Muammar Kadhafi             |
| 1977                       | 6                          | 6                          | Non libre                  | Muammar Kadhafi             |
| 1978                       | 6                          | 6                          | Non libre                  | Muammar Kadhafi             |
| 1979                       | 6                          | 6                          | Non libre                  | Muammar Kadhafi             |
| 1980                       | 6                          | 7                          | Non libre                  | Muammar Kadhafi             |
| 1981                       | 6                          | 6                          | Non libre                  | Muammar Kadhafi             |
| 1982                       | 6                          | 6                          | Non libre                  | Muammar Kadhafi             |
| 1983                       | 6                          | 6                          | Non libre                  | Muammar Kadhafi             |
| 1984                       | 6                          | 6                          | Non libre                  | Muammar Kadhafi             |
| 1985                       | 6                          | 6                          | Non libre                  | Muammar Kadhafi             |
| 1986                       | 6                          | 6                          | Non libre                  | Muammar Kadhafi             |
| 1987                       | 6                          | 6                          | Non libre                  | Muammar Kadhafi             |
| 1988                       | 6                          | 6                          | Non libre                  | Muammar Kadhafi             |
| 1989                       | 7                          | 7                          | Non libre                  | Muammar Kadhafi             |
| 1990                       | 7                          | 7                          | Non libre                  | Muammar Kadhafi             |
| 1991                       | 7                          | 7                          | Non libre                  | Muammar Kadhafi             |
| 1992                       | 7                          | 7                          | Non libre                  | Muammar Kadhafi             |
| 1993                       | 7                          | 7                          | Non libre                  | Muammar Kadhafi             |
| 1994                       | 7                          | 7                          | Non libre                  | Muammar Kadhafi             |
| 1995                       | 7                          | 7                          | Non libre                  | Muammar Kadhafi             |
| 1996                       | 7                          | 7                          | Non libre                  | Muammar Kadhafi             |
| 1997                       | 7                          | 7                          | Non libre                  | Muammar Kadhafi             |
| 1998                       | 7                          | 7                          | Non libre                  | Muammar Kadhafi             |
| 1999                       | 7                          | 7                          | Non libre                  | Muammar Kadhafi             |
| 2000                       | 7                          | 7                          | Non libre                  | Muammar Kadhafi             |
| 2001                       | 7                          | 7                          | Non libre                  | Muammar Kadhafi             |
| 2002                       | 7                          | 7                          | Non libre                  | Muammar Kadhafi             |
| 2003                       | 7                          | 7                          | Non libre                  | Muammar Kadhafi             |
| 2004                       | 7                          | 7                          | Non libre                  | Muammar Kadhafi             |
| 2005                       | 7                          | 7                          | Non libre                  | Muammar Kadhafi             |
| 2006                       | 7                          | 7                          | Non libre                  | Muammar Kadhafi             |
| 2007                       | 7                          | 7                          | Non libre                  | Muammar Kadhafi             |
| 2008                       | 7                          | 7                          | Not Free                   | Muammar Kadhafi             |
| 2009                       | 7                          | 7                          | Non libre                  | Muammar Kadhafi             |
| 2010                       | 7                          | 7                          | Non libre                  | Muammar Kadhafi             |
| 2011                       | 7                          | 6                          | Non libre                  | Moustapha Abdel Jalil       |
| 2012                       | 4                          | 5                          | Partiellement libre        | Mohamed Youssef el-Megaryef |
| 2013                       | 4                          | 5                          | Partiellement libre        | Nouri Bousahmein            |
| 2014                       | 6                          | 6                          | Non libre                  | Aguila Salah Issa           |

## Traités internationaux
Les positions de la Libye sur les traités internationaux relatifs aux droits de l'homme sont les suivantes :
| Traités internationaux | Traités internationaux | Traités internationaux | Traités internationaux | Traités internationaux |
| Traité | Organisation           | Introduit              | Signé                  | Ratifié                |
| --- | ---------------------- | ---------------------- | ---------------------- | ---------------------- |
| Convention pour la prévention et la répression du crime de génocide                                                                          | Nations unies          | 1948                   | -                      | 1989                   |
| Convention internationale sur l'élimination de toutes les formes de discrimination raciale                                                   | Nations unies          | 1966                   | -                      | 1968                   |
| Pacte international relatif aux droits économiques, sociaux et culturels                                                                     | Nations unies          | 1966                   | -                      | 1970                   |
| Pacte international relatif aux droits civils et politiques                                                                                  | Nations unies          | 1966                   | -                      | 1970                   |
| Premier protocole facultatif au Pacte international relatif aux droits civils et politiques                                                  | Nations unies          | 1966                   | -                      | 1989                   |
| Convention sur l'imprescriptibilité des crimes de guerre et des crimes contre l'humanité                                                     | Nations unies          | 1968                   | -                      | 1989                   |
| Convention sur l'apartheid | Nations unies          | 1973                   | -                      | 1976                   |
| Convention sur l'élimination de toutes les formes de discrimination à l'égard des femmes                                                     | Nations unies          | 1979                   | -                      | 1989                   |
| Convention contre la torture et autres peines ou traitements cruels, inhumains ou dégradants                                                 | Nations unies          | 1984                   | -                      | 1989                   |
| Convention relative aux droits de l'enfant                                                                                                   | Nations unies          | 1989                   | -                      | 1993                   |
| Deuxième protocole facultatif se rapportant au Pacte international relatif aux droits civils et politiques, visant à abolir la peine de mort | Nations unies          | 1989                   | -                      | -                      |
| Convention internationale sur la protection des droits de tous les travailleurs migrants et des membres de leur famille                      | Nations unies          | 1990                   | -                      | 2004                   |
| Protocole facultatif à la Convention sur l'élimination de toutes les formes de discrimination à l'égard des femmes                           | Nations unies          | 1999                   | -                      | 2004                   |
| Protocole facultatif à la Convention relative aux droits de l'enfant concernant l'implication d'enfants dans les conflits armés              | Nations unies          | 2000                   | -                      | 2004                   |
| Protocole facultatif sur la vente d'enfants, la prostitution des enfants et la pornographie mettant en scène des enfants                     | Nations unies          | 2000                   | -                      | 2004                   |
| Convention relative aux droits des personnes handicapées                                                                                     | Nations unies          | 2006                   | 2008                   | -                      |
| Protocole facultatif à la Convention relative aux droits des personnes handicapées                                                           | Nations unies          | 2006                   | -                      | -                      |
| Convention internationale pour la protection de toutes les personnes contre les disparitions forcées                                         | Nations unies          | 2006                   | -                      | -                      |
| Protocole facultatif au Pacte international relatif aux droits économiques, sociaux et culturels                                             | Nations unies          | 2008                   | -                      | -                      |
| Protocole facultatif à la Convention relative aux droits de l'enfant sur une procédure de communication                                      | Nations unies          | 2011                   | -                      | -                      |